# 唐古特
唐古特（タングート、満州語:ᠲᠠᠩᡤᡡᠳ 転写：tanggūt）は、清朝時代に使用された、チベットに対する呼称のひとつ。唐古忒も同じ。初期にはチベット全体を指して使用され、雍正のチベット分割以後は、西蔵と同義で用いられるようになった。